# Un mondo su misura (What a Wonderful World)
Un mondo su misura (What a Wonderful World) è un singolo dei Ridillo.
È la cover in italiano della famosa canzone What a Wonderful World interpretata originariamente da Louis Armstrong nel 1967.
Per la prima volta venne incisa in italiano da I Trolls nel 1968.

## Tracce

### download digitale
1. Un mondo su misura (What a Wonderful World) - 3:15